# Uniwersytet Saladyna
Uniwersytet Saladyna (زانکۆی سەلاحەدین-هەولێر) – kurdyjska publiczna uczelnia wyższa, zlokalizowana w Irbilu.
Uniwersytet Saladyna jest największą publiczną uczelnią w Kurdystanie. Został założony w 1981 roku przez przeniesienie, funkcjonującej od 1968 roku uczelni z As-Sulajmanijja do Irbilu. Utworzony ponownie w 1992 roku Uniwersytet As-Sulajmanijja, nawiązuje do tradycji poprzedniej uczelni w tym mieście.
W skład uczelni wchodzą następujące wydziały:
- Nauk Ścisłych
- Inżynierii
- Rolnictwa
- Pedagogiki
- Sztuki
- Lingwistyki
- Administracji i Ekonomii
- Prawa i Nauk Politycznych
- Edukacji Podstawowej
- Wychowania Fizycznego
- Sztuk Pięknych
- Islamistyki
- Edukacji w Shaqlawa

W 2005 Wydziały: Medycyny, Stomatologii, Farmacji i Pielęgniarstwa zostały wydzielone ze struktur uniwersytetu i przekształcone w Hawler Medical University

## Źródła
- Strona uczelni